# Łebunia
Łebunia is een plaats in het Poolse district  Lęborski, woiwodschap Pommeren. De plaats maakt deel uit van de gemeente Cewice en telt 666 inwoners.